# Teodor Metochites
Teodor Metochites (1270–1332) a fost un om de stat bizantin și filosof. Între 1305 și 1328 a deținut și poziția de consilier personal (mesazon) al împăratului Andronic al II-lea Paleologul.

## Viața
Metochites s-a născut la Constantinopol. Tatăl lui, George Metochites, era arhidiacon și susținător fervent al prevederilor Conciliului Lyon II privind unitatea bisericilor. După al doilea conciliu de la Blachernae, tatăl său a fost condamnat la exil iar Metochites și-a petrecut adolescența în mediul monastic din Bitinia. S-a devotat studiilor seculare și religioase.
A avut cinci copii, patru băieți și o fiică, Irina, căsătorită cu  Ioan al V-lea Paleologul.
A făcut o impresie bună împăratului Andronic al II-lea Paleologul, astfel încât acesta l-a chemat la curte și l-a făcut aristocrat. Un an mai târziu devine senator. Ca politician a întreprins vizite în Cilicia (1295) și Serbia (1299). 
A studiat încontinuu. În 1312/1313 a început să învețe astronomia cu Manuel Bryennios. Mai târziu a devenit profesorul lui Nichifor Gregoras. 
Cariera sa politică a culminat în 1321, când a fost investit cu titlul de Mare Logothet (Megas Logothetes). Devine unul din cei mai bogați oameni ai timpului său și se implică în acțiuni de binefacere. Restaurează și decorează biserica mănăstirii Chora din Constantinopol, în a cărei nartex portretul său poate fi văzut și azi.
După câțiva ani de război civil, Andronic al II-lea este răsturnat 1328 de către nepotul său, Andronic al III-lea Paleologul. Metochites a fost acuzat pentru politica fiscală a lui Andronicus al II-lea. Privat de posesiuni, este trimis în exil. În 1330 i s-a permis să se întoarcă la Constantinopol, dar puțin mai târziu s-a retras la Chora, unde a murit pe 13 martie 1332, sub numele monastic de Theoleptos.

## Opera
Opera vastă a lui Metochites cuprinde 20 Poeme scrise în hexametru dactilic, 18 orații Logoi, Comentarii la tratatele de științe naturale ale lui Aristotel, o introducere la astronomia lui Ptolemeu (Stoicheiosis astronomike) și 120 de alte texte pe teme diverse, adunate sub numele de Semeioseis gnomikai.
Ediții
- Featherstone, J. M. 2000. Theodore Metochites’s Poems ‘To Himself’. Introduction, Text, and Translation. Vienna. ISBN 3-7001-2853-3

- Hult, K. 2002. Theodore Metochites on Ancient Authors and Philosophy: Semeioseis gnomikai 1–26 & 71. A Critical Edition with Introduction, Translation, Notes, and Indexes. With a Contribution by B. Bydén. Studia Graeca et Latina Gothoburgensia 65. Göteborg. ISBN 91-7346-434-1